# Liste der Monuments historiques in Isômes
Die Liste der Monuments historiques in Isômes führt die Monuments historiques in der französischen Gemeinde Isômes auf.

## Liste der Immobilien
| Bezeichnung                       | Beschreibung            | Standort               | Kennzeichnung | Schutzstatus | Datum | Bild           |
| --------------------------------- | ----------------------- | ---------------------- | ------------- | ------------ | ----- | -------------- |
| Kirche Notre-Dame-de-l’Assomption | aus dem 13. Jahrhundert | Rue de l’Église (Lage) | PA00079076    | Classé       | 1840  | weitere Bilder |

## Liste der Objekte
| Bezeichnung                           | Beschreibung                                                          | Standort                                        | Kennzeichnung | Schutzstatus | Datum | Bild |
| ------------------------------------- | --------------------------------------------------------------------- | ----------------------------------------------- | ------------- | ------------ | ----- | ---- |
| Skulptur Himmelfahrtsmadonna          | Holz, 18. Jahrhundert                                                 | in der Kirche Notre-Dame-de-l’Assomption (Lage) | PM52000564    | Classé       | 1971  |      |
| Skulptur Madonna mit Kind             | Stein, farbig gefasst, 18. Jahrhundert                                | in der Kirche Notre-Dame-de-l’Assomption (Lage) | PM52000565    | Classé       | 1971  |      |
| Skulptur eines Heiligen in Ekstase    | Holz, farbig gefasst, 18. Jahrhundert, Antoine Besançon zugeschrieben | in der Kirche Notre-Dame-de-l’Assomption (Lage) | PM52000562    | Classé       | 1908  |      |
| Skulpturengruppe Unterweisung Mariens | Holz, 18. Jahrhundert                                                 | in der Kirche Notre-Dame-de-l’Assomption (Lage) | PM52000563    | Classé       | 1971  |      |